# Ticofurcilla
Ticofurcilla là một chi ốc biển rất nhỏ, là động vật thân mềm chân bụng sống ở biển trong họ Cystiscidae.

## Các loài
Các loài thuộc chi Ticofurcilla bao gồm:
- Ticofurcilla tica Espinosa & Ortea, 2002[2]